# Marc Bourrier
Marc Bourrier (Ganges, 21 settembre 1934 – Montpellier, 12 agosto 2024) è stato un calciatore e allenatore di calcio francese, di ruolo centrocampista.

## Carriera

### Giocatore
Giocò come centrocampista difensivo per Montpellier, Lens e Tolone, disputando in particolare 177 incontri di massima divisione fra il 1961 e il 1966. Nel periodo di militanza in massima serie ebbe modo di disputare tre incontri con la Nazionale B francese.

### Allenatore
Esordì come allenatore di squadre dilettantistiche in quarta divisione, passando nel 1972 all'Olympique Avignone, che condusse fino all'esordio in prima divisione nella stagione 1975-1976. Al termine del campionato, in cui gli avignonesi rimasero fermi sul fondo fin dalle prime battute, Bourrier entrò nel nuovo staff tecnico della nazionale come vice di Michel Hidalgo fino al 1982, quando venne nominato commissario tecnico della nazionale Under-21.
Bourrier condusse i Bleuets verso la fase finale di tre edizioni dei campionati Europei di categoria, raggiungendo inizialmente i quarti di finale e vincendo nell'edizione 1988: la conquista del titolo avvenne sconfiggendo per 3-0 la Grecia U-21 nella gara di ritorno a Besançon, dopo il pareggio a reti bianche dell'andata ad Atene. Bourrier mantenne la carica fino al 1993, quando venne ingaggiato dall'Olympique Marsiglia allora campione d'Europa in carica; liberi da impegni internazionali in quanto squalificati per il caso VA-OM, sotto la guida di Bourrier i marsigliesi inseguirono il Paris Saint-Germain capolista per tutto l'arco del campionato e vennero eliminati dal Montpellier ai quarti di finale di Coppa di Francia.
Confermato alla guida dell'OM anche dopo la retrocessione decretata dalla federazione in seguito all'incriminazione del presidente Tapie, nel dicembre 1994 Bourrier fu costretto a lasciare la panchina dei foceensi, ufficialmente per passare ad altri incarichi nell'ambito di una ristrutturazione dello staff tecnico del club, ma in realtà per effetto della situazione economica complicata della società marsigliese.
Al termine della carriera di allenatore Bourrier guidò alcune squadra militanti nelle serie inferiori come il Sète e l'Olympique Alès.

## Statistiche

### Presenze e reti nei club
| Stagione           | Squadra            | Campionato         | Campionato | Campionato | Coppe nazionali | Coppe nazionali | Coppe nazionali | Coppe continentali | Coppe continentali | Coppe continentali | Altre coppe | Altre coppe | Altre coppe | Totale | Totale |
| Stagione           | Squadra            | Comp               | Pres       | Reti       | Comp            | Pres            | Reti            | Comp               | Pres               | Reti               | Comp        | Pres        | Reti        | Pres   | Reti   |
| ------------------ | ------------------ | ------------------ | ---------- | ---------- | --------------- | --------------- | --------------- | ------------------ | ------------------ | ------------------ | ----------- | ----------- | ----------- | ------ | ------ |
| 1957-1958          | Montpellier        | D2                 | 26         | 4          | CF              | 4               | 1               | -                  | -                  | -                  | -           | -           | -           | 30     | 5      |
| 1958-1959          | Montpellier        | D2                 | 34         | 3          | CF              | 1               | 0               | -                  | -                  | -                  | -           | -           | -           | 35     | 3      |
| 1959-1960          | Montpellier        | D2                 | 38         | 6          | CF              | 3               | 1               | -                  | -                  | -                  | -           | -           | -           | 41     | 7      |
| 1960-1961          | Montpellier        | D2                 | 36         | 3          | CF              | 5               | 1               | -                  | -                  | -                  | -           | -           | -           | 41     | 4      |
| 1961-1962          | Montpellier        | D1                 | 37         | 6          | CF              | 3               | 0               | -                  | -                  | -                  | -           | -           | -           | 40     | 6      |
| 1962-1963          | Montpellier        | D1                 | 37         | 3          | CF              | 2               | 0               | -                  | -                  | -                  | -           | -           | -           | 39     | 3      |
| Totale Montpellier | Totale Montpellier | Totale Montpellier | 226        | 28         |                 | 18              | 3               |                    | -                  | -                  |             | -           | -           | 244    | 31     |
| 1963-1964          | Lens               | D1                 | 34         | 1          | CF              | 8               | 1               | -                  | -                  | -                  | -           | -           | -           | 42     | 2      |
| 1963-1964          | Lens               | D1                 | 32         | 1          | CF              | 6               | 0               | -                  | -                  | -                  | -           | -           | -           | 38     | 1      |
| 1965-1966          | Lens               | D1                 | 37         | 0          | CF              | 1               | 0               | -                  | -                  | -                  | -           | -           | -           | 38     | 0      |
| Totale Lens        | Totale Lens        | Totale Lens        | 103        | 2          |                 | 15              | 1               |                    | -                  | -                  |             | -           | -           | 118    | 3      |
| 1966-1967          | Tolone             | D2                 | 33         | 4          | CF              | 1               | 0               | -                  | -                  | -                  | -           | -           | -           | 34     | 4      |
| 1967-1968          | Tolone             | D2                 | 20         | 1          | CF              | 2               | 0               | -                  | -                  | -                  | -           | -           | -           | 22     | 1      |
| Totale Tolone      | Totale Tolone      | Totale Tolone      | 53         | 5          |                 | 3               | 0               |                    | -                  | -                  |             | -           | -           | 56     | 5      |
| Totale carriera    | Totale carriera    | Totale carriera    | 364        | 32         |                 | 36              | 4               |                    | -                  | -                  |             | -           | -           | 400    | 36     |

## Palmarès

### Giocatore
- Division 2: 1

1960-1961

### Allenatore
- Campionato d'Europa Under-21: 1

1988